# Delphacodes lyraeformis
Delphacodes lyraeformis är en insektsart som först beskrevs av Matsumura 1900.  Delphacodes lyraeformis ingår i släktet Delphacodes och familjen sporrstritar. Inga underarter finns listade i Catalogue of Life.